# Raised on Radio
Albums de Journey
Frontiers
(1983) Trial by Fire
(1996)
Raised on Radio est le dixième album studio du groupe Journey sorti en 1986. C'est leur seul album à faire appel à des musiciens extérieurs, soit le bassiste Bob Glaub ainsi que le batteur Larrie Londin. On remarque aussi l'absence de Ross Valory qui venait de se faire virer du groupe, remplacé temporairement par le bassiste Randy Jackson. 

## Liste des chansons
| No  | Titre                              | Durée |
| --- | ---------------------------------- | ----- |
| 1.  | Girl Can't Help It                 | 3:50  |
| 2.  | Positive Touch                     | 4:16  |
| 3.  | Suzanne                            | 3:38  |
| 4.  | Be Good to Yourself                | 3:51  |
| 5.  | Once You Love Somebody             | 4:40  |
| 6.  | Happy to Give                      | 3:49  |
| 7.  | Raised on Radio                    | 3:49  |
| 8.  | I'll Be Alright Without You        | 4:49  |
| 9.  | It Could Have Been You             | 3:37  |
| 10. | The Eyes of a Woman                | 4:32  |
| 11. | Why Can't This Night Go on Forever | 3:43  |
| 12. | Girl Can't Help It (Live)          | 4:17  |
| 13. | I'll Be Alright Without You (Live) | 4:57  |

## Personnel
- Steve Perry : Chant, chœurs sur (1 à 3, 5 à 10)
- Neal Schon : Guitare, synthétiseur Kurzweil sur (10), chœurs sur (1 à 3, 5 à 10)
- Randy Jackson : Basse sur (1, 3 à 5, 7 à 9), chœurs sur (2)
- Jonathan Cain : Claviers, programmation, chœurs sur (1 à 3, 5 à 10)

## Musiciens additionnels
- Bob Glaub : Basse sur (2, 10 & 11)
- Larrie Londin : Batterie sur (1, 3 à 9)
- Steve Smith : Batterie sur (2, 10 & 11)
- Mike Baird : Batterie sur (12 & 13 sur la réédition de 2006 seulement)
- Dan Hull : Saxophone sur (2 & 7), harmonica sur (7)
- Steve Minkins : Percussions additionnelles sur (3)
- Megan Clearmountain : Effets sonores sur (10)

## Production
- Steve Perry : Production
- Jim Gaines : Producteur associé
- Mark McKenna, Steve Rinkoff : Ingénieurs
- Robert Missbach : Assistant ingénieur
- Bob Clearmountain : Mixing